# Championnat d'Argentine de football 1985-1986
Navigation
Saison précédente Saison suivante
La saison 1985-1986 du Championnat d'Argentine de football était la 56e édition professionnelle de la première division argentine. La formule du championnat est totalement bouleversée pour se rapprocher d'un fonctionnement proche de celui des championnats européens : les 19 meilleures équipes du pays sont regroupées au sein d'une poule unique, où chaque club rencontre tous ses adversaires 2 fois.
C'est le club de River Plate qui termine en tête du championnat et remporte le 22e titre de champion d'Argentine de son histoire.

## Les 19 clubs participants
| \| Buenos Aires La Plata Santa Fe Rosario Córdoba \| Villes représentées lors de la saison 1985-1986 |
| Buenos Aires La Plata Santa Fe Rosario Córdoba                                                       |

- Boca Juniors
- San Lorenzo
- River Plate
- Independiente
- Newell's Old Boys (Rosario)
- Talleres (Córdoba)
- Instituto (Córdoba)
- Unión (Santa Fe)
- Huracan
- Chacarita Juniors
- Vélez Sársfield
- Argentinos Juniors
- Estudiantes (La Plata)
- Ferro Carril Oeste
- Platense
- Temperley
- Racing (Córdoba)
- Deportivo Español - Promu de Segunda División
- Gimnasia y Esgrima (La Plata) - Promu de Segunda División

## Compétition

### Classement
Le classement est établi en utilisant le barème suivant :
- Victoire : 2 points
- Match nul : 1 point
- Défaite, forfait ou abandon : 0 point

| Rang | Équipe                            | Pts | J  | G  | N  | P  | Bp | Bc | Diff |
| ---- | --------------------------------- | --- | -- | -- | -- | -- | -- | -- | ---- |
| 1    | River Plate                       | 56  | 36 | 23 | 10 | 3  | 74 | 26 | +48  |
| 2    | Newell's Old Boys (Rosario)       | 46  | 36 | 15 | 16 | 5  | 46 | 30 | +16  |
| 3    | Deportivo Español (P)             | 46  | 36 | 18 | 10 | 8  | 41 | 35 | +6   |
| 4    | Argentinos Juniors (T) (CL)       | 44  | 36 | 16 | 12 | 8  | 47 | 39 | +8   |
| 5    | Boca Juniors                      | 41  | 36 | 14 | 13 | 9  | 57 | 47 | +10  |
| 6    | Ferro Carril Oeste                | 40  | 36 | 12 | 16 | 8  | 45 | 33 | +12  |
| 7    | San Lorenzo                       | 40  | 36 | 14 | 12 | 10 | 43 | 33 | +10  |
| 8    | Talleres (Córdoba)                | 37  | 36 | 10 | 17 | 9  | 43 | 37 | +6   |
| 9    | Independiente                     | 36  | 36 | 15 | 6  | 15 | 38 | 36 | +2   |
| 10   | Gimnasia y Esgrima (La Plata) (P) | 36  | 36 | 9  | 18 | 9  | 29 | 36 | -7   |
| 11   | Instituto (Córdoba)               | 35  | 36 | 11 | 13 | 12 | 33 | 33 | 0    |
| 12   | Vélez Sársfield                   | 34  | 36 | 11 | 12 | 13 | 48 | 48 | 0    |
| 13   | Huracán                           | 32  | 36 | 10 | 12 | 14 | 44 | 47 | -3   |
| 14   | Unión (Santa Fe)                  | 31  | 36 | 9  | 13 | 14 | 27 | 38 | -11  |
| 15   | Temperley                         | 29  | 36 | 8  | 13 | 15 | 44 | 60 | -16  |
| 16   | Estudiantes (La Plata)            | 27  | 36 | 10 | 7  | 19 | 33 | 47 | -14  |
| 17   | Platense                          | 27  | 36 | 7  | 13 | 16 | 37 | 55 | -18  |
| 18   | Racing (Córdoba)                  | 26  | 36 | 6  | 14 | 16 | 31 | 52 | -21  |
| 19   | Chacarita Juniors                 | 21  | 36 | 5  | 11 | 20 | 24 | 53 | -29  |

|  | Qualification pour la Copa Libertadores 1986                                                   |
|  | Participation à la Liguilla pré-Libertadores                                                   |
|  | Participation au Tournoi Octogonal                                                             |
|  | Relégation en Segunda División                                                                 |
|  | (T) : Tenant du titre (P) : Promu de Segunda División (CL) : Vainqueur de la Copa Libertadores |

- Chacarita Juniors est relégué car il possède la plus mauvaise moyenne de points sur les 3 dernières saisons. Quant au Huracan, il doit participer au Tournoi Octogonal de promotion-relégation car il possède la 2e plus mauvaise moyenne de points.

### Liguilla pré-Libertadores
L'Argentine dispose de 2 places assurées en Copa Libertadores : une pour le champion de la saison régulière (cette saison, le club de River Plate) et une pour le vainqueur de la Liguilla pré-Libertadores, une coupe qui rassemble les meilleurs clubs de D1 et des champions régionaux. Cette compétition se joue en matchs aller-retour (sauf les quarts de finale, joués sur un seul match), avec élimination directe. Velez Sarsfield participe à la Liguilla après sa 2e place obtenue en Championnat Nacional la saison dernière.

#### Tour préliminaire
| Équipe 1                              | Résultat | Équipe 2                               | Aller | Retour |
| ------------------------------------- | -------- | -------------------------------------- | ----- | ------ |
| Alianza de Cutral Có (Neuquén) (D2)   | 2 - 4    | Boca Juniors                           | 1 - 2 | 1 - 2  |
| Concepción Fotbal Club (Tucumán) (D2) | 1 - 5    | Velez Sarsfield                        | 0 - 3 | 1 - 2  |
| Ferro Carril Oeste                    | 4 - 2    | Guemes (Sgo. del Estero) (D2)          | 2 - 1 | 2 - 1  |
| San Lorenzo                           | 7 - 1    | Guarani Antonio Franco (Misiones) (D2) | 4 - 1 | 3 - 0  |

#### Quarts de finale
| Équipe 1                    | Résultat        | Équipe 2                | Aller | Retour     |
| --------------------------- | --------------- | ----------------------- | ----- | ---------- |
| Olimpo (Bahía Blanca) (D2)  | 3 - 4           | Boca Juniors            | 1 - 1 | 2 - 3 a.p. |
| Newell's Old Boys (Rosario) | 5 - 2           | Belgrano (Córdoba) (D2) | 3 - 1 | 2 - 1      |
| Ferro Carril Oeste          | 4 - 1           | Deportivo Español       | 0 - 0 | 4 - 1 a.p. |
| San Lorenzo                 | 1 - 1 (4-3) tab | Velez Sarsfield         | 1 - 1 | 0 - 0      |

#### Demi-finales
| Équipe 1                    | Résultat | Équipe 2           | Aller | Retour |
| --------------------------- | -------- | ------------------ | ----- | ------ |
| San Lorenzo                 | 1 - 2    | Boca Juniors       | 1 - 2 | 0 - 0  |
| Newell's Old Boys (Rosario) | 3 - 2    | Ferro Carril Oeste | 2 - 1 | 1 - 1  |

#### Finale
| Équipe 1     | Résultat | Équipe 2                    | Aller | Retour |
| ------------ | -------- | --------------------------- | ----- | ------ |
| Boca Juniors | 4 - 3    | Newell's Old Boys (Rosario) | 0 - 2 | 4 - 1  |

- Boca Juniors se qualifie pour la Copa Libertadores 1986.

### Tournoi octogonal
L'avant-dernier au classement des 3 dernières saisons, le Huracán affronte les 7 premiers de Segunda División dans un tournoi joué sous forme de coupe, avec matchs aller-retour à élimination directe. Le vainqueur du tournoi accède ou se maintient en Primera División.

#### Quarts de finale
| Équipe 1           | Résultat | Équipe 2           | Aller | Retour |
| ------------------ | -------- | ------------------ | ----- | ------ |
| Huracán            | 5 - 2    | Lanús              | 2 - 0 | 3 - 2  |
| Los Andes          | 3 - 2    | Deportivo Armenio  | 1 - 0 | 2 - 2  |
| Banfield           | 4 - 2    | Defensa y Justicia | 2 - 0 | 2 - 2  |
| Deportivo Italiano | 4 - 1    | Tigre              | 2 - 0 | 2 - 1  |

#### Demi-finales
| Équipe 1           | Résultat        | Équipe 2  | Aller | Retour |
| ------------------ | --------------- | --------- | ----- | ------ |
| Huracán            | 4 - 1           | Los Andes | 1 - 0 | 3 - 1  |
| Deportivo Italiano | 2 - 2 (4-3) tab | Banfield  | 1 - 0 | 1 - 2  |

#### Finale
| Équipe 1           | Résultat        | Équipe 2 | Aller | Retour |
| ------------------ | --------------- | -------- | ----- | ------ |
| Deportivo Italiano | 2 - 2 (4-2) tab | Huracán  | 1 - 0 | 1 - 2  |

- Le Deportivo Italiano est promu en Primera División, le Huracán est relégué en D2.

## Bilan de la saison
| Tableau d'Honneur                   |             |
| Compétition                         | Vainqueur   |
| Championnat d'Argentine de football | River Plate |

| Qualifications continentales |                                                      |
| Copa Libertadores 1986       | Boca Juniors River Plate Argentinos Juniors (tenant) |

| Promotions et relégations   |                                                |
| Promus en Primera Division  | Rosario Central Racing Club Deportivo Italiano |
| Relégué en Segunda Division | Chacarita Juniors Huracan                      |